# Выборы главы Республики Хакасия (2023)
Выборы главы Республики Хакасия — председателя Правительства Республики Хакасия, в соответствии с решением Верховного Совета Республики Хакасия, состоялись в единый день голосования 10 сентября 2023 года. Основная борьба развернулась между двумя кандидатами: действующим главой региона, коммунистом Валентином Коноваловым и депутатом Государственной думы от «Единой России» Сергеем Соколом. Эксперты называли уникальной ситуацию, в которой кандидат в главы региона от «Единой России» является оппозиционером и когда федеральные власти вместо того, чтобы снять губернатора до выборов, поддерживают во время избирательной кампании его конкурента. В итоге хакасские выборы 2023 года могут считаться наиболее приближёнными к конкурентной модели со времени введения в России муниципального фильтра.

## Кандидаты
| Кандидат           | Должность (на момент выдвижения)                                                                       | Субъект выдвижения                | Статус                                     | Кандидаты в Совет Федерации                                                                                                 |
| ------------------ | --- | --------------------------------- | ------------------------------------------ | --- |
| Владимир Грудинин  | Генеральный директор ООО «АВИАЦИОННЫЙ ЗАВОД «ИРБИС»                                                    | «Коммунисты России»               | зарегистрирован                            | - Виталий Иванов - Владимир Колесников - Дмитрий Соломкин, предприниматель                                                  |
| Валентин Коновалов | Глава Республики Хакасия                                                                               | КПРФ                              | зарегистрирован                            | - Олег Земцов, юрист - Игорь Мамонтов, советник главы Хакасии - Валерий Усатюк, действующий сенатор от Хакасии              |
| Михаил Молчанов    | Депутат Верховного Совета Республики Хакасия                                                           | «ЛДПР»                            | зарегистрирован                            | - Николай Васильев, предприниматель - Виталий Глебов, машинист - Андрей Шашев, депутат Верховного Совета Республики Хакасия |
| Сергей Сокол       | Депутат Государственной думы РФ VIII созыва от Хакасии                                                 | «Единая Россия»                   | зарегистрирован снял кандидатуру с выборов | - Саяна Казыгашева, боксёр - Ирина Санникова, член Общественной палаты России - Абрек Челтыгмашев, глава Аскизского района  |
| Алексей Хабаров    | Председатель совета регионального отделения партии «Родина» в Республике Хакасия                       | «Родина»                          | утратил статус выдвинутого кандидата       | — |
| Ольга Ширковец     | Депутат Верховного Совета Республики Хакасия, заместитель главного редактора редакции газеты «Хакасия» | «Справедливая Россия — За правду» | утратила статус выдвинутого кандидата      | — |

Кандидат от «Единой России» Сергей Сокол 31 августа 2023 года попал в реанимацию, а тремя днями позже снял свою кандидатуру.

## Результаты
| Место                       | Место                       | Кандидат                    | Голосов | %        |
| --------------------------- | --------------------------- | --------------------------- | ------- | -------- |
|                             | 1.                          | Валентин Коновалов          | 98 278  | 63,14 %  |
|                             | 2.                          | Михаил Молчанов             | 22 302  | 14,33 %  |
|                             | 3.                          | Владимир Грудинин           | 18 614  | 11,96 %  |
| Действительных бюллетеней   | Действительных бюллетеней   | Действительных бюллетеней   | 139 194 | 89,43 %  |
| Недействительных бюллетеней | Недействительных бюллетеней | Недействительных бюллетеней | 16 451  | 10,57 %  |
| Явка                        | Явка                        | Явка                        | 155 645 | 100,00 % |
| Общее число избирателей     | Общее число избирателей     | Общее число избирателей     | 394 074 |          |